# Minerva Brace Norton
Minerva Brace Norton (nascida Brace; Rochester, 7 de janeiro de 1837 - Beloit, 2 de outubro de 1894) foi uma educadora e autora americana. Ela foi desde sua juventude até seus últimos dias uma constante colaboradora da literatura periódica. Durante a maior parte de sua vida, ela também desempenhou o papel de esposa de pastor.

## Primeiros anos e educação
Sarah Minerva Brace nasceu em Rochester, Nova Iorque, em 7 de janeiro de 1837. Ela era de ascendência revolucionária americana e da Nova Inglaterra; os Braces, de Connecticut, e os Thompsons, de Nova Hampshire e Vermont. Ela era filha do capitão Harvey e Hannah Thompson Brace, pioneiros da Nova Inglaterra em Wisconsin.
A família se mudou para Michigan e, quando ela tinha nove anos de idade, para Janesville, Wisconsin, onde passou sua juventude. Sua educação foi recebida nas escolas de Janesville, e sob Mary Mortimer, no Milwaukee College/ posteriormente, Milwaukee-Downer College, e no Baraboo Female Seminary, no qual ela se formou em 1861.

## Carreira
Ela passou os anos de sua idade adulta como professora nas escolas onde estudou, suas linhas favoritas de estudo e trabalho sendo metafísica, matemática e história. Ela foi editora assistente do Little Corporal em Chicago, em 1866, e posteriormente fez um trabalho editorial considerável.
Ela se casou com o Rev. Smith Norton, em 18 de abril de 1867, ministro congregacional. Ela dedicou a maior parte dos anos de sua vida de casada aos deveres domésticos e paroquiais. Por 27 anos, ela foi líder no trabalho daquela igreja, especialmente em missões nacionais e estrangeiras. Seu trabalho se estendeu de Nova Hampshire ao território de Dakota, e seu registro é encontrado em parte do livro intitulado Service in the King's Guards, o trabalho conjunto dela e do marido. Ela também trabalhou como secretária do Conselho de Missões da Mulher, Boston, capital de Massachusetts, em 1876 e 1877.
Este período foi variado pelo ensino, de 1871 a 1874, no Evanston College for Ladies, Evanston, Illinois, e como diretor do departamento feminino do Ripon College, de 1874 a 1876. Ela viajou de 1886 a 1888 na Inglaterra, Escócia, Dinamarca, Noruega, Suécia, Rússia, Alemanha, França, Áustria, Suíça e Itália, após escrever In and Around Berlin (1889). Em 1890, ela estava novamente no exterior, viajando com o marido na Inglaterra, França, Bélgica e Países Baixos.
Norton foi correspondente de vários periódicos, incluindo o Andover Review. Ela escreveu e publicou muitos artigos sobre vários tópicos durante o último quartel do século XIX em periódicos, incluindo o Independent, Christian Union, New York Observer, New York Evangelist, Congregationalism, Advance, Sunday-School Times, Journal of Education, Education e Wide Awake. Além de Service in the King's Guards e In and Around Berlin (Chicago, 1889), ela também escreveu A True Teacher and the Life of Miss Mortimer, e foi uma das editoras da enciclopédia intitulada A Woman of the Century. Norton colaborou com sua prima, Frances Willard, na vida da mãe de Willard, intitulada A Great Mother.

## Morte e legado
Norton fez sua casa em Beloit, Wisconsin, e morreu lá em 2 de outubro de 1894, depois de uma doença prolongada. Ela deixa seu marido, um filho, James, e uma filha.
Seus papéis são mantidos nas coleções da Western Reserve Historical Society.

## Obras publicadas
- 1889: In and Around Berlin (em inglês)
- 1891: Service in the King's Guards, com Rev. Smith Norton (em inglês)
- 1894: A great mother; sketches of Madam Willard (em inglês)
- 1894: A true teacher; Mary Mortimer, a memoir (em inglês)
- A Great Mother (em inglês)